# Francesco Gennari

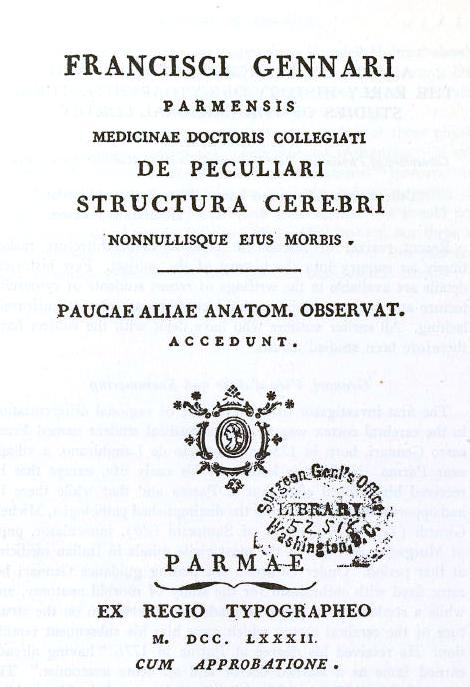
Faksymile tytułowej strony dzieła Gennariego

Francesco Gennari (ur. 4 października 1752 w Mataleto de Langhirano k. Parmy, zm. 4 grudnia 1797) – włoski anatom. W 1776, jako student medycyny na Uniwersytecie Parmeńskim, opisał strukturę mózgu znaną dziś jako prążek Gennariego. W 1782 opublikował książkę poświęconą anatomii mózgu.

## Prace
- De peculiari structura cerebri, nonnulisque ejus morbis. Parmae, 1782